# Oude Sint-Pietersbasiliek

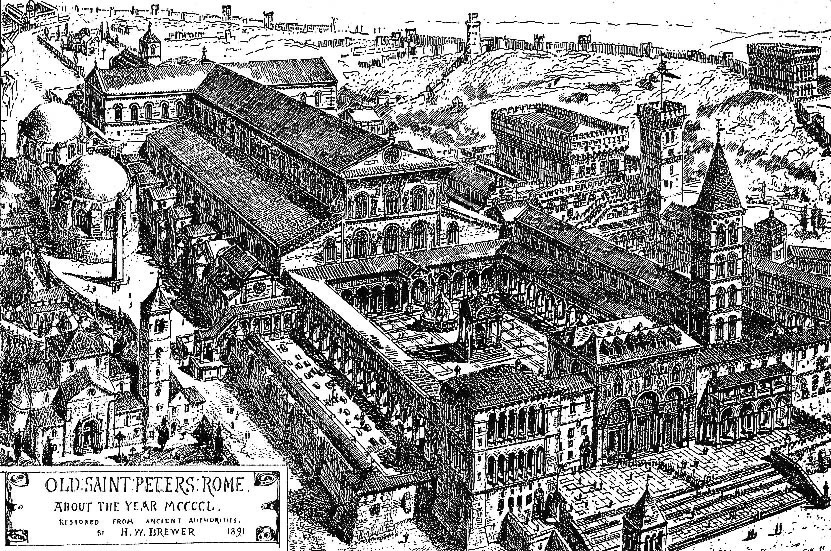
Impressie zoals de Oude Sint-Pietersbasiliek er vermoedelijk heeft uitgezien.

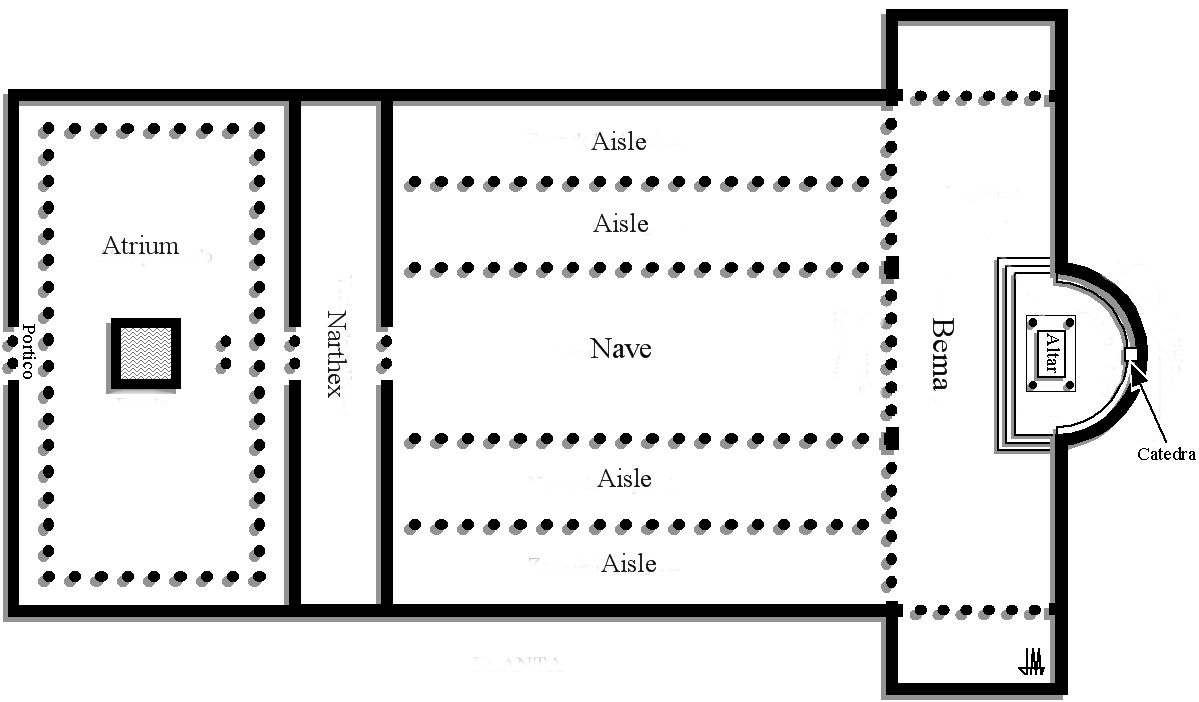
Grondplan van de Oude Sint-Pietersbasiliek (Spaans)

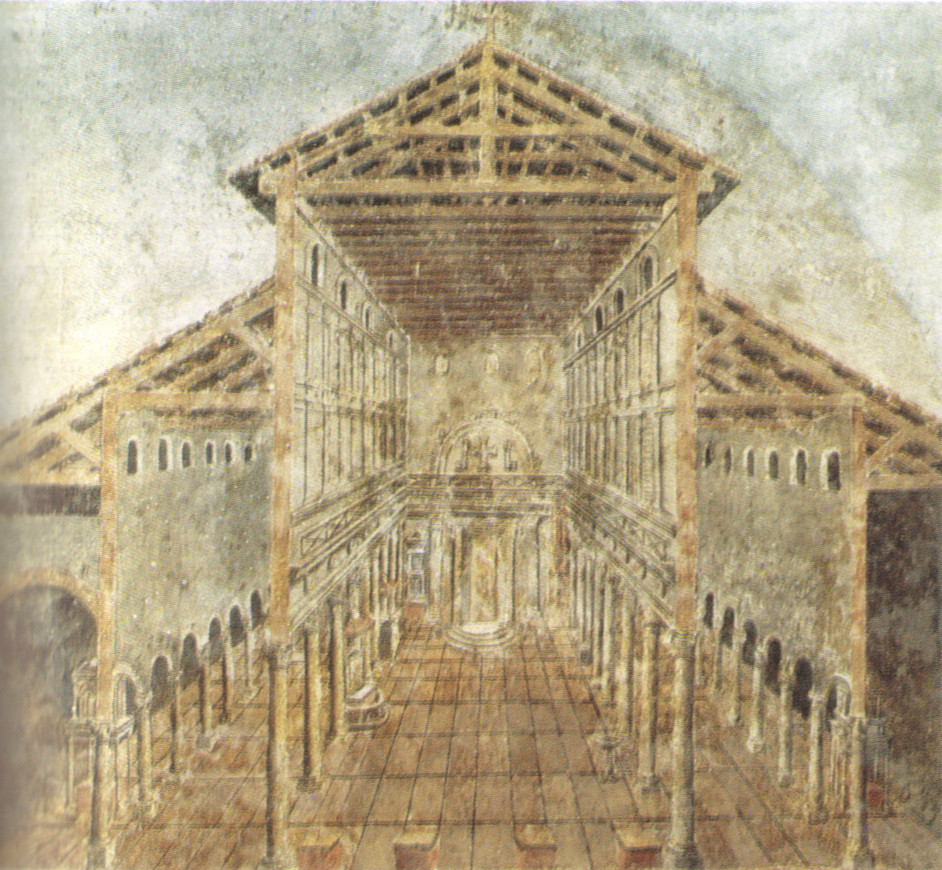
Doorsnede door de Oude Sint-Pietersbasiliek

De Oude Sint-Pietersbasiliek was een basilica in Vaticaanstad die op de plek stond waar nu de Sint-Pietersbasiliek staat. Het bouwwerk werd in het begin van de vierde eeuw gebouwd door keizer Constantijn de Grote.

## Geschiedenis
Op de plek stond sinds de 2e eeuw de tombe van Petrus, die hoorde bij de Vaticaanse necropolis. Nadat keizer Constantijn het christendom had gelegaliseerd, liet hij verschillende kerken bouwen in het Romeinse Rijk. Een daarvan was de Oude Sint-Pieter.
Het gebouw dat hij liet neerzetten had een typische basilicavorm. Basilica's werden sinds de 2e eeuw v.Chr. gebouwd en hadden meestal een seculiere betekenis als rechts- of bestuurscentrum.
Door de Rooms-Katholieke Kerk werd de Oude Sint-Pieter tot basilica maior benoemd, samen met drie andere kerken in Rome.
In de vijftiende eeuw was de kerk echter vervallen en werden pogingen gedaan om de kerk te restaureren. In de zestiende eeuw werd de kerk gesloopt en vervangen door de huidige Sint-Pietersbasiliek.

## Ontwerp
Het gebouw bestond uit een middenschip met aan beide zijden twee zijbeuken. Zij werden van elkaar gescheiden door vier rijen van 21 marmeren zuilen. De zuilen werden hergebruikt uit eerdere, niet-christelijke gebouwen. Dit gebruik werd spoliatie genoemd. Het gebouw was meer dan honderd meter lang.

## Plundering
In 846 kwamen Saracenen (islamitische piraten) bij Ostia aan land en trokken op naar Rome. Zij plunderden de Sint-Pietersbasiliek en brachten grote schade aan het gebouw toe. Het graf van Sint-Pieter werd geschonden en de gouden deuren werden geroofd.